# Berta Bruna Tey
Berta Bruna Tey (Barcelona, 1975) Diplomada en Estadística i Investigació Tècnica de Mercats, Directora de l'editorial Columna i de les Col·leccions Planeta i Destino en llengua catalana. Havia estat anteriorment responsable de màrqueting i comunicació del Grup 62, on va entrar a treballar el gener del 2007, després d'haver treballat en Random House Mondadori i Grupo Planeta desenvolupant la comunicació i el màrqueting de llançaments editorials i nous projectes en l'àmbit de l'edició.